# PINKISH PARTY
PINKISH PARTY（ピンキッシュ・パーティー）は、日本の歌手グループ。

## 概要
ラジオパーソナリティでダンスインストラクターの二木あつ子と、音楽プロデューサーの恒見コウヘイによる音楽ユニット。

## メンバー
- 恒見コウヘイ（つねみこうへい、1957年7月2日 - ）京都府出身。作曲、ギター、ボーカル、コーラス
  - ジャパネットたかた等のCMソング・番組テーマ等を制作するシンガーソングライター
- 二木あつ子（ふたきあつこ、3月14日 - ）東京都世田谷区出身。ボーカル、振付、ダンス
  - 福井放送ラジオ『午後はとことん よろず屋ラジオ』水曜日パーソナリティ

## ピンキッシュファミリー
- 森本隆（作詞担当）
- 越乃ひかる　高知県出身。演歌担当
- ダンスジャンククロケット（二木あつ子率いるダンスチーム）
- 堀内くみ子（バックダンサーをすることがある）
- 上田純子（バックダンサーをすることがある）
- THE FAKES（恒見コウヘイプロデュースの歌手）
- ひさ乃（恒見コウヘイプロデュースのあわら温泉の舞妓）
- 岩本和弘（恒見コウヘイ出演番組の担当アナウンサー）

## CD
- 友禅の花（作詞：森本隆、作曲・編曲：恒見コウヘイ、2007年5月発売、YouTubeでMV公開）
(C/W) Life is Dance(SHOWが始まる)（作詞：森本隆、作曲・編曲：恒見コウヘイ）
(C/W) ゆっくり歩こう（作詞：渡辺ゆり、作曲・編曲：恒見コウヘイ）「二木あつ子のきまぐれ気ままな金曜日」エンディングテーマ
- 花火（2010年6月2日発売）
(C/W) HAPPY HAPPY BIRTHDAY
- 落ち葉のプレリュード（2011年8月24日発売）
(C/W) 花になる

## その他楽曲
- へしこドドンパ（美浜のへしこのテーマソング）
- なつめのど飴（CMソング）
- 石川地上デジタル放送推進協議会（振り付けを担当）